# Jamides boswelliana
Jamides boswelliana är en fjärilsart som beskrevs av William Lucas Distant 1885. Jamides boswelliana ingår i släktet Jamides och familjen juvelvingar. Inga underarter finns listade i Catalogue of Life.